# Оота, Рина
Рина Оота (яп. 太田莉菜; род. 11 января 1988) — японская актриса
 и фотомодель.

## Биография
Родилась в префектуре Тиба у русской матери и японского отца. В детстве жила в Москве, кроме японского владеет русским и английским языками.
С 2001 года работает фотомоделью, снималась в рекламе, её фото появлялось на обложках японских журналов. В 2004 году появилась в программе телекомпании NHK по изучению русского языка.
В 2004 году впервые снялась в фильме «69» по одноименному роману писателя Рю Мураками. В дальнейшем сыграла несколько ролей на телевидении и кино.

## Личная жизнь
В 2009 году вышла замуж за актёра Рюхэя Мацуда. В том же году у них родилась дочь. В 2017 году пара развелась.

## Фильмография
- 2004 — 69 (2004)
- 2008 — Король суши едет в Нью-Йорк
- 2014 — Полиция будущего: Новое поколение
- 2014 — Принцесса-медуза
- 2016 — Love Love Alien
- 2016 — Terra Formars
- 2016 — Infinity